# Abedalá ibne Sade
Abedalá ibne Sade, cujo nome completo era Abedalá ibne Sade ibne Abi Assar (em árabe: عبدالله بن سعد بن أبي السرح; romaniz.: ʿAbd Allāh ibn Saʿd ibn Abī as-Sarḥ; m. 656 ou 657), foi um almirante árabe do século VII, irmão adotivo do califa ortodoxo Otomão e filho de Sade ibne Abi Sar.
Abedalá ibne Sade destacou-se principalmente por, juntamente com o futuro califa omíada Moáuia I, ter criado a primeira marinha de guerra muçulmana, baseada no Egito, que sob o seu comando conquistou várias vitórias navais, das quais a primeira importante foi a da batalha dos Mastros (de Phoenix nos registos bizantinos e Dhat al-sawari nos registos árabes), travada ao largo da costa de Fênico, na Lícia, em 655.
Abedalá ibne Sade foi também governador do Egito entre 644 e 656, durante o reinado de Otomão, e foi durante o seu mandato que a Líbia passou a fazer parte do Império Islâmico com a captura de Trípoli em 647.

## Biografia
Abedalá nasceu no seio de uma família da tribo dos coraixitas, à qual também pertencia Maomé, o profeta e fundador do Islão.

### Durante a vida de Maomé
Abedalá foi discípulo e escriba de Maomé em Medina. Segundo a tafsir de al-Baidawi Asrar ut-tanzil wa Asrar ut-ta'wil (ou Anwar al-Tanzil wa Asrar al-Ta'wil; "Os Segredos da Revelação e Os Segredos da Interpretação"), Maomé ditou os versos do Alcorão 23:12 e seguintes que começam com «Criamos o homem de um pedaço de barro». Quando Maomé chegou à parte onde se diz «por isso produzimo-lo como outra criatura» (23:14), Abedalá disse «Então que seja Abençoado Deus o Mais Justo dos Criadores!», espantado com os detalhes da criação do homem. O profeta disse: «Escreve-o, pois assim foi revelado.» Abedalá duvidou e disse: «Se Maomé é verdadeiro, então eu recebo a revelação da mesma forma que ele recebe, e se ele é mentiroso, o que eu disse é tão bom como o que ele disse.»
Depois deste incidente, Abedalá repudiou o Islão, deixou Medina e foi para Meca, que então ainda não era muçulmana, onde espalhou que Maomé aceitava sugestões suas durante a escrita do Alcorão. Afirmava que Maomé era um impostor que não era inspirado por Deus, pois, segundo ele, deixava modificar a palavra divina por um simples escriba.
No entanto, os muçulmanos acreditam que este episódio é falso, pois os versos em questão (23:12-14) foram alegadamente revelados em Meca antes da conversão inicial de Abedalá ibne Sade.[carece de fontes?]
Noutra fonte questionável escreve-se que a seguir à conquista de Meca em 629, Maomé ordenou que Abedalá fosse executado, mas Otomão o protegeu. Quando as coisas acalmaram, Abedalá foi apresentado a Maomé para lhe pedir perdão e jurar-lhe lealdade. Maomé susteve a mão e manteve-se silencioso. Otomão implorou-lhe que perdoasse Abedalá e na terceira tentativa Maomé aceitou o juramento de lealdade de Abedalá, perdoando-o assim. Logo que Abedalá saiu, Maomé virou-se para os muçulmanos que estavam na sala e perguntou: «Não houve um homem sensato entre vós que se chegasse a ele quando ele viu que eu tinha sustido a minha mão de aceitar a sua aliança, e o matasse?» Os companheiros, aterrorizados, responderam: «Nós não sabíamos o que ia no teu coração, Apóstolo de Alá! Porque não nos deste um sinal com os olhos?». Maomé disse: «Não é aconselhável para um Profeta usar truques enganadores com os olhos.»  No entanto, este registo também não parece preciso, pois Atabari escreveu que embora Abedalá ibne Sade tenha inicialmente apostatado por razões desconhecidas, ele converteu-se novamente ao Islão antes da conquista de Meca.

### Durante os reinados de Abacar e Omar
Abedalá participa da conquista da Síria ocorrida durante os reinados dos califas Abacar (r. 632–634)  e Omar (r. 634–644), mas só se torna conhecido quando integra o exército que conquistou o Egito em 642. O comandante da invasão, Anre ibne Alas, tornou-se o governador do Egito, e enviou Abedalá à frente de uma primeira expedição militar à Núbia em 642, a qual não teve grande sucesso.
Quando Otomão se tornou califa em 644, após o assassinato de Omar, nomeou Abedalá governador do Egito, substituindo Anre ibne Alas, e Maomé ibne Hudaifa como seu ajudante. O governo de Abedalá no Egito foi perturbado por protestos contra o seu governo. Alguns desses protestos parecem ter sido instigados pelo seu ajudante Maomé ibne Hudaifa.[carece de fontes?]
Em 647, à frente de um exército de 20 000 homens, Abedalá empreende uma campanha nos territórios bizantinos a oeste do Egito. Estas terras, que atualmente fazem parte da Líbia e da Tunísia, constituíam a província bizantina do Exarcado de Cartago (ou de África), a qual se tinha autoproclamado independente sob o nome de "Império de África" por iniciativa do ex-exarco (governador) Gregório, o Patrício que se intitulou imperador. As tropas árabes de Abedalá começaram por conquistar Trípoli e acabaria por conquistar a capital de Gregório, Sufétula (atual Sbeitla, na região central da Tunísia). Gregório morreu nessa batalha em 648 e com ele extinguiu-se o seu império efémero. São feitos muitos prisioneiros na batalha, a que se juntam os feitos nos muitos raides por toda a região. Respondendo aos apelos dos locais, Abedalá liberta esses prisioneiros contra o pagamento de um avultado resgaste, após o que se retira com o seu exército. O califa concede a Abedalá um quinto do quinto (4%) do espólio saqueado durante a campanha.
De volta ao Egito, Abedalá participa com a sua frota numa expedição contra o Chipre comandada pelo governador da Síria, o futuro califa Moáuia, que resultou no compromisso do pagamento de um tributo anual de 7 200 dinares por parte dos cipriotas.
Em 651, Abedalá organiza uma segunda expedição à Núbia. Assedia a cidade de Dongola e destrói a respetiva igreja, mas perante a incerteza da relação de forças, assina um tratado de paz (Baqt) entre o Egito muçulmano e o reino cristão de Macúria. Esse tratado viria a ser respeitado ao longo de todo o período islâmico inicial, à parte de alguns incidentes ocasionais, e estabeleceu em Assuão a fronteira sul do Egito muçulmano. O rei núbio Calidurun comprometeu-se a pagar um tributo anual de 360 escravos aos muçulmanos em troca de cereais, tecidos, cavalos e vinho do Egito.
Em 655, Abedalá é o protagonista de uma vitória naval decisiva sobre a ainda todo-poderosa marinha bizantina do imperador Constante II, a batalha dos Mastros (de Phoenix nos registos bizantinos e Dhat al-sawari nos registos árabes), travada ao largo da cidade de Fênico, na Lícia.
Entretanto, a situação política no Egito complicava-se. Maomé ibne Hudaifa criticou Abedalá, recomendando mudanças no governo, mas Abedalá não reagiu. Depois de muitos esforços, Maomé acabou por perder a paciência e passou de crítico compreensivo a oponente desiludido, primeiro com Abedalá e posteriormente com Otomão por tê-lo nomeado. Abedalá escreveu a Otomão reclamando que Maomé andava a espalhar a insubordinação e se nada fosse feito para o parar a situação iria agravar-se. Otomão tentou silenciar os protestos de Maomé com 300 000 dirrãs e presentes caros. O suborno provocou a reação contrária da pretendida, tendo Maomé levado o dinheiro e os presentes para a Grande Mesquita dizendo: «Vêem o que Otomão está a tentar fazer? Está a tentar comprar a minha fé. Ele enviou-me estas moedas e estes bens como um suborno.»[carece de fontes?]
Na origem do descontentamento de que Maomé ibne Hudaifa fazia eco, estava a determinação de Abedalá de desviar fundos do Egito para o califa em Medina, o que provocou grande oposição entre os muçulmanos, que entendiam que esse rendimento era seu como recompensa da conquista. O descontentamento aumentou com a chegada de mais colonos árabes, que colocaram mais pressão nos recursos locais.
Otomão enviou muitas cartas apaziguadoras para Maomé, mas ele continuou a incitar a agitação contra Abedalá. Em 656 os líderes do Egito decidiram enviar uma delegação a Medina para pedir a destituição de Abedalá. Este também foi a Medina para se defender na corte do califa. Durante a sua ausência, Maomé ibne Hudaifa liderou uma rebelião em janeiro de 656 e tomou conta do governo. Os apoiantes de Hudaifa, eram principalmente participantes das primeiras conquistas que, como o próprio Hudaifa, não eram líderes tribais árabes e encaravam Abedalá como um risco para os monopólios que tinham ganho com a conquista.
De acordo com uma história muito divulgada a delegação enviada ao califa Otomão era composta por 400 pessoas, às quais o califa garantiu que os seus pedidos seriam aceites. No entanto, no caminho de volta ao Egito, essa delegação intercetou um mensageiro portador de uma mensagem de de Otomão para Abedalá, que estava então em Elath, na qual o califa ordenava a Abedalá que pusesse cobro à revolta. Furiosos com o aparente logro por parte de Otomão, os protestantes teriam voltado a Medina onde tiveram um papel importante no assassinato do califa, ocorrido durante o cerco à sua casa (Cerco de Otomão).
Abedalá soube do cerco à casa de Otomão quando se encontrava em Elate, a caminho de Medina, e a notícia fê-lo decidir voltar para o Egito. Na fronteira foi informado que Maomé tinha dado ordens para o impedirem de entrar no Egito. Abedalá foi então à Palestina onde esperou pelo desfecho dos acontecimentos em Medina. Entretanto, Otomão foi morto em Medina e quando Abedalá soube disso, deixou a Palestina e foi para Damasco para se refugiar sob a proteção de Moáuia I.[carece de fontes?]
Outra versão da deposição de Abedalá como governador do Egito é a de que a revolta que colocou Maomé ibn Hudaifa ocorreu quando Abedalá se encontrava em Medina onde tinha ido ajudar Otomão na guerra civil contra os partidários de Ali ibne Abi Talibe. Abedalá deixou um dos seus lugar-tenentes à frente do governo do Egito, o qual foi aprisionado por Maomé ibne Hudaifa, que toma o poder no Egito em nome de Ali. Depois do assassinato de Otomão, Abedalá tenta reentrar no Egito, mas é impedido de o fazer, sendo intercetado em Ascalão ou Ramla, onde é morto em 656 ou 657.[carece de fontes?]